# Tito Cortés
 Luis Alberto Cortes Bonnet, más conocido como Tito Cortés (Tumaco, Nariño, 3 de diciembre de 1924-Cali, 18 de julio de 1998) fue un cantante y compositor colombiano de boleros.

## Biografía
Nació en Tumaco, pueblo de la costa del Océano Pacífico colombiano. No conoció a su padre y fue criado por Leocadia Fermín, quien no era su madre natural.
Fue un aficionado del fútbol. Acompañándose con su guitarra, comenzó a cantar en los cabarets de los barrios bajos de Cali, ciudad donde viviría hasta su muerte. Tuvo fuertes controversias con el cantante Daniel Santos, quién llegó a acusarlo de imitador. Más tarde, surgió entre ambos una buena amistad que terminó con la interpretación de Daniel de la canción “El cinco y seis” compuesta por Tito.

## Obra
En 1951 realizó su primera grabación Alma Tumaqueña, que fue seguida por otros temas como Carnaval del compositor José Barros, Reconciliación, Derrumbes, Dos claveles, Esta noche, Si te vas, Mala mujer y Frivolidad, entre otros.